# العرق (الشرية)

تعديل مصدري - تعديل

العرق هي إحدى قرى عزلة آل غنيم بمديرية الشرية التابعة لمحافظة البيضاء، بلغ تعداد سكانها 145 نسمة حسب تعداد اليمن لعام 2004.